# Dąb Krzyż Południa
Krzyż Południa (także Strażnik Topiła) – jeden z największych dębów w Puszczy Białowieskiej. Obwód w pierśnicy – 630 cm (2005 r.), wysokość – 36 m. Od wschodu u podstawy pnia znaczny ubytek kory. Drzewu od końca lat 50. XX wieku przybyło w obwodzie 65 cm. Wpisane do wojewódzkiego rejestru drzew pomnikowych już w latach 50. XX wieku pod numerem 52. Nazwa drzewa wzięła się z kształtu korony, której główne konary przypominały krzyż.
Drzewo padło pod naporem wiatru w czerwcu 2009 roku.

## Bibliografia

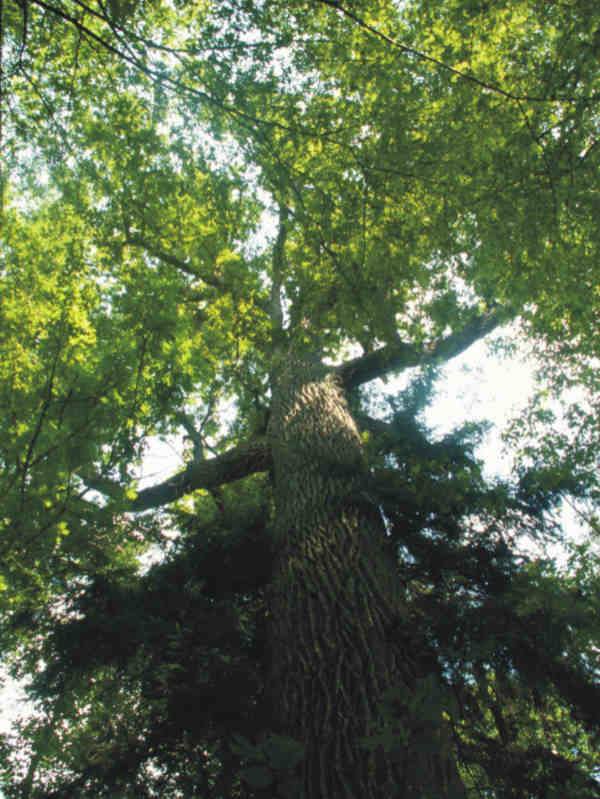
Korona dębu
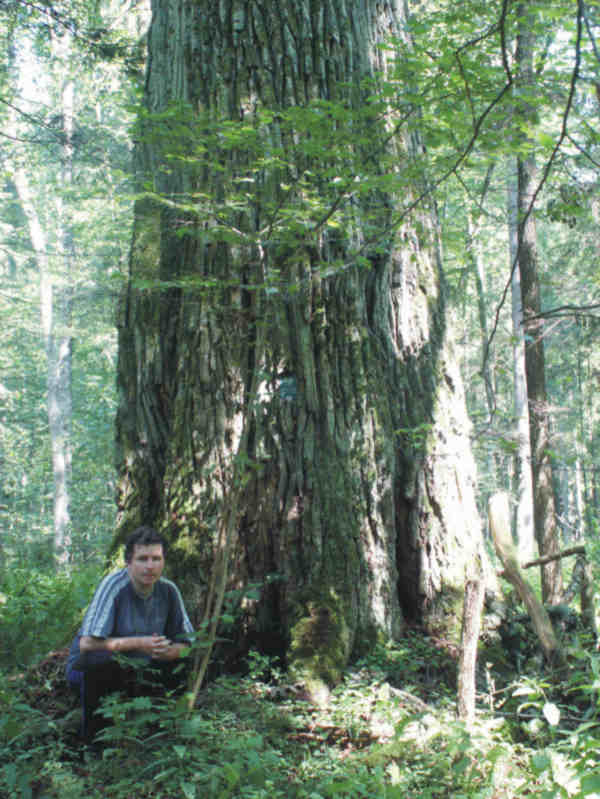
Pień dębu (2005)
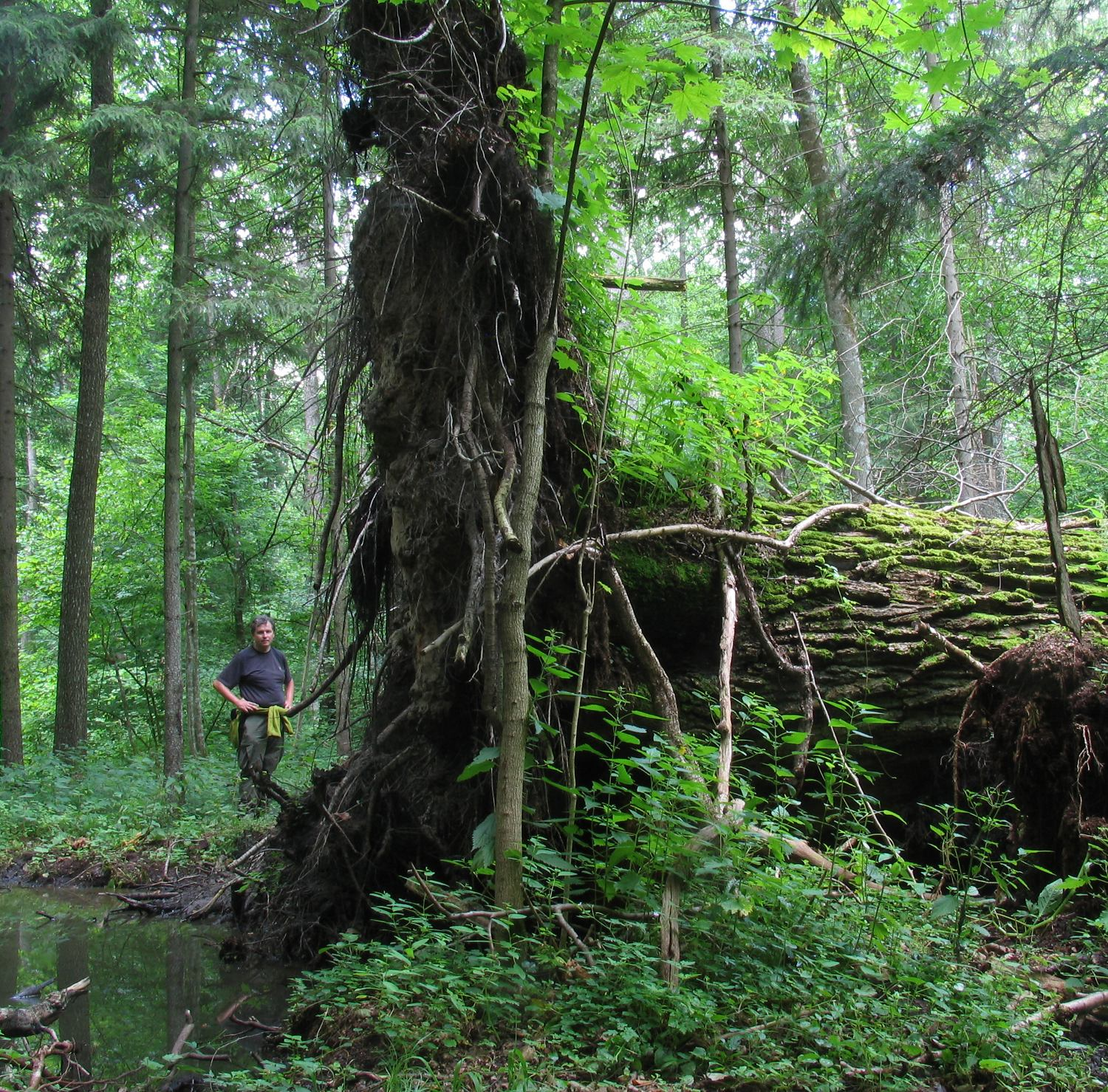
Wykrot powstały po powaleniu dębu (2009)